# Formule de Betti-Ritter
En astrophysique, la formule de Betti-Ritter est la formule donnant l'énergie potentielle de gravitation d'un objet autogravitant sphérique, dont l'équation d'état est celle d'un polytrope, c'est-à-dire que sa pression P et sa masse volumique μ sont reliées par la formule
{\displaystyle P=\kappa \mu ^{\gamma }},
l'exposant γ étant appelé indice adiabatique.

## Formule
Pour un objet de masse M et de rayon R, la formule de Betti-Ritter stipule que l'énergie potentielle de gravitation U s'écrit
{\displaystyle U=-{\frac {3}{5}}{\frac {\gamma -1}{\gamma -{\frac {6}{5}}}}{\frac {GM^{2}}{R}}},
G étant la constante de gravitation.
Cette formule peut être réécrite en introduisant l'indice polytropique n défini par
{\displaystyle \gamma =1+{\frac {1}{n}}},
auquel cas l'on a
{\displaystyle U=-{\frac {3}{5-n}}{\frac {GM^{2}}{R}}}.

## Cas particulier
La situation {\displaystyle \gamma =\infty } correspond à un fluide incompressible (voir Indice polytropique). La formule donne alors le résultat classique
{\displaystyle U_{\gamma =\infty }=-{\frac {3}{5}}{\frac {GM^{2}}{R}}}.

## Démonstration
La simplicité de la formule de Betti-Ritter est trompeuse : sa démonstration est en fait relativement complexe. Elle se fait par l'étude de l'équation décrivant la configuration d'équilibre d'un polytrope soumis à sa propre gravité, équation appelée équation de Lane-Emden (voir article correspondant).

## Interprétation
La formule de Betti-Ritter indique que l'énergie potentielle de gravitation est négative tant que l'indice adiabatique est plus grand que 6/5. Pour les valeurs de γ inférieures, elle n'est plus définie car il n'existe pas de configuration de masse et de rayon finis (voir Équation de Lane-Emden). Le fait que U s'annule pour γ = 6/5 peut paraître surprenant car la théorie de l'équation de Lane-Emden indique qu'un polytrope autogravitant est instable quand γ descend en dessous de 4/3 et non 6/5 (qui est une valeur plus basse). L'explication à ce paradoxe apparent provient de ce que la quantité qui détermine la stabilité de la configuration n'est pas l'énergie potentielle de gravitation seule, mais la somme de celle-ci et de l'énergie interne. Le calcul indique que c'est effectivement pour γ = 4/3 que cette dernière s'annule.